# Tephrosia apollinea
Tephrosia apollinea là một loài cây thuộc họ Đậu (Fabaceae), có nguồn gốc ở tây nam châu Á (Levant, Ả Rập, Socotra, Iran, Pakistan, tây bắc Ấn Độ) và đông bắc châu Phi (Ai Cập, Sudan, Ethiopia, Eritrea, Djibouti, Somalia).
Quả thường dài 1 đến 2 inch (2.5 tới 5.1 cm), gồm sáu hay bảy hạt màu hơi nâu. Loài này thường mọc trên vùng nhiều cát, đặc biệt khu vực bán khô cằn và wadi.
Tephrosia apollinea độc với dê. Dù tại Oman nó được dùng để trị viêm cuống phổi, ho, đau tai, nghẹt mũi và rạn xương. Người ta còn dùng cây này để làm chất nhuộm chàm, người Bedouin tại Sinai và Negev dùng lá T. apollinea và một số cây khác làm thức uống nóng.